# Еванс (протока)
63°15′ пн. ш. 82°15′ зх. д. / 63.250° пн. ш. 82.250° зх. д.
Е́ванс (англ. Evans) — протока в Північному Льодовитому океані, омиває береги Канади.
Протока знаходиться між островом Саутгемптон на півночі та островом Котс на півдні.
На сході протока відкривається у Гудзонову протоку, а на заході переходить в протоку Фішер.
| Канада | Це незавершена стаття з географії Канади. Ви можете допомогти проєкту, виправивши або дописавши її. |